# Viaggio nel tempo 4
Viaggio nel tempo 4 è uno dei libri della saga di Geronimo Stilton, scritto da Geronimo Stilton.

## Trama
Geronimo Stilton riceve un SOS dal passato dal suo amico Volt.
Così sale a bordo del Tempix, la nuovissima macchina del tempo, per andare in suo aiuto. È stato così che ha conosciuto Cleopatra, l'ultima regina d'Egitto, il grande Gengis Khan, il poeta Dante Alighieri, Elisabetta I d'Inghilterra, William Shakespeare e anche il feroce Francis Drake.